# Constructivismo (filosofía)
En filosofía de la ciencia y epistemología, el constructivismo, o constructivismo epistemológico, es una corriente de pensamiento surgida a mediados del siglo XX, de la mano de investigadores de disciplinas muy diversas (filósofos, psiquiatras, antropólogos, físicos, matemáticos, biólogos, psicólogos, sociólogos, lingüistas, etc.), la cual sostiene que la realidad es una construcción en cierto grado «inventada» por quien la observa. Nunca se podrá llegar a conocer la realidad tal como es pues siempre, al conocer algo, ordenamos los datos obtenidos de la realidad (aunque sean percepciones básicas) en un marco teórico o mental. De tal modo, ese objeto o realidad que entendemos «tal» no es tal, no tenemos un «reflejo especular» de lo que está «ahí fuera de nosotros», sino algo que hemos construido con base en nuestras percepciones y datos empíricos. Así, la ciencia y el conocimiento en general ofrecen solamente una aproximación a la verdad, que queda fuera de nuestro alcance.
El biólogo estadounidense Gerald M. Edelman ilustra esta idea diciendo que «Cada acto de percepción es en cierto grado un acto de creación y cada acto de memoria es a cierto modo un acto de imaginación».

## Historia y desarrollo del concepto
La orientación fundamental de esta corriente partió desde Immanuel Kant (1724-1804) cuando distinguía entre el fenómeno y el noúmeno (o cosa en sí). Afirmaba que la realidad no se encuentra fuera de quien la observa, sino que en cierto modo es construida por su aparato cognitivo.[cita requerida] Pero se considera como el primer constructivista a Giambattista Vico (1668-1744) y su frase «verum ipsum factum» («lo verdadero <es> el hecho mismo»).
Otros precedentes del pensamiento constructivista podrían ser René Descartes (1596-1650) con su «cogito ergo sum» («pienso, por lo tanto existo»), David Hume (1711-1776) y, sobre todo, el obispo George Berkeley (1685-1753), cuyo «esse est percipi» («ser es ser percibido») entra de lleno en este contexto.
Jean Piaget es uno de los pensadores que difieren de esta corriente. Piaget se basa en la creación de los esquemas y su postura ante el contructivismo es escéptica, aun cuando se diga que es un pensador inmerso en esta corriente.

## Distintas teorías del constructivismo

### Constructivismo radical
Uno de sus principales portavoces en el ámbito alemán fue el científico austríaco Paul Watzlawick (nacido en 1921 y emigrado a California), con el libro La realidad inventada, publicado en 1981, donde reúne diez ensayos de diferentes autores en torno al llamado «pensamiento constructivista». Sus correligionarios Heinz Von Foerster y Ernst von Glasersfeld también son austríacos y trabajan en Estados Unidos.
Para von Glasersfeld, el término constructivismo radical se refiere a un enfoque no convencional hacia el problema del conocimiento y hacia el hecho de conocer. Éste se inicia en la presunción de que el conocimiento, sin importar cómo se defina, está en la mente de las personas, y que el sujeto cognoscente no tiene otra alternativa que construir lo que él o ella conoce sobre la base de su propia experiencia. El conocimiento entonces es construido a partir de las experiencias individuales. Todos los tipos de experiencia son esencialmente subjetivos, y aunque se puedan encontrar razones para creer que la experiencia de una persona puede ser similar a la de otra, no existe forma de saber si en realidad es la misma.
La teoría del constructivismo radical desarrollada por von Glasersfeld parte de los enunciados de otro austriaco, Heinz von Foerster. La visión elaborada por Von Foerster del constructivismo planteaba que el sistema nervioso no podía distinguir en lo absoluto entre la percepción y la alucinación, ya que ambos eran simples patrones de excitación nerviosa. Las implicaciones neurofisiológicas de este enunciado fueron posteriormente desarrolladas en 1971 por los biólogos chilenos Maturana y Varela, quienes percibieron el conocimiento como un componente necesario de los procesos de la autopoiesis (capacidad de los sistemas de producirse a sí mismos) que caracterizan a los organismos vivos.
La teoría de von Glasersfeld se enmarca dentro de una sólida corriente científica que alcanza a Jean Piaget, de quien toma numerosas referencias, así como de autores como Gregory Bateson, Paul Watzlawick, Ilya Prigogine, Niklas Luhmann, Edgar Morin y Humberto Maturana, entre muchos otros. Se inspira en las propuestas filosóficas del pensador italiano Giambattista Vico (1668-1744) y lo considera un precursor directo del constructivismo radical, ya que este último sostenía que la verdad es la realidad particular de quien la expresa, esto es, una construcción subjetiva («verum ipsum factum» [lo verdadero <es> lo mismo <que> lo hecho]). Von Glasersfeld mantiene que la realidad ontológica no puede reducirse a una interpretación racional. Por el contrario, la realidad se construye a partir de la experiencia de la propia realidad.
A fin de eliminar la presunción de realidad en la explicación del conocimiento, von Glasersfeld (1996) enuncia los siguientes principios básicos:
- El conocimiento «no se recibe pasivamente, ni a través de los sentidos, ni por medio de la comunicación, sino que es construido activamente por el sujeto cognoscente».
- «La función del conocimiento es adaptativa, en el sentido biológico del término, tendiente hacia el ajuste o la viabilidad».
- «La cognición sirve a la organización del mundo experiencial del sujeto, no al descubrimiento de una realidad ontológica objetiva».
- Existe una exigencia de socialidad, en los términos de «una construcción conceptual de los “otros”»; en este sentido, las otras subjetividades se construyen a partir del campo experiencial del individuo. Según esta tesis, originada en Kant, la primera interacción debe ser con la experiencia individual.

Vinculado a este último punto, von Glasersfeld postula que los significados, o las relaciones conceptuales, no pueden ser transmitidos de un hablante a otro. Estos bloques derivan únicamente de la experiencia individual y luego se pueden ajustar intersubjetivamente. De esta manera, los significados son subjetivos por lo que «no podemos mantener la noción preconcebida de que las palabras comunican ideas o conocimientos». El hombre, según esta visión, es el único responsable de sus pensamientos, su conocimiento y sus acciones.
La importancia del constructivismo se evidencia cuando se le compara con el enfoque epistemológico o ciencia cognitiva opuesta, que fundamenta el conocimiento en una reflexión pasiva de la realidad objetiva externa. Esto implica un proceso de «instrucción» externo, ya que para obtener esa imagen de la realidad, el sujeto debe de alguna manera, recibir algún tipo de información desde afuera.
Este enfoque —plantea von Glasersfeld— implica una perspectiva ingenua, donde los sentidos funcionan como una cámara que únicamente proyecta una imagen de cómo el mundo realmente aparece en nuestros cerebros, y utiliza esa imagen como un mapa, codificando la estructura «externa» en un formato diferente. Esta visión entra en conflicto con una serie de problemas conceptuales, por cuanto ignora la infinita complejidad del mundo. Aún más, la observación detallada demuestra que en la práctica, la cognición no funciona de esa manera. Por el contrario, se demuestra que el sujeto genera, de manera activa, suficientes modelos potenciales y que el rol que juega el entorno es simplemente reducido a reforzar algunos de esos modelos mientras elimina otros (proceso de selección). Mediante este concepto de viabilidad (fit) del conocimiento se indica que este no puede ser interpretado como una representación de la realidad, sino más bien como la llave que abre diversos caminos para el hombre.
Esta construcción a la que se hace referencia, sirve en primer lugar a propósitos egoístas: el sujeto desea tomar control sobre lo que percibe, de manera de eliminar cualquier desviación o perturbación del logro de sus propias metas. El control requiere de un modelo de lo que se desea controlar, pero este modelo solo incluirá aquellos aspectos relevantes a las metas y acciones del sujeto. De alguna manera, al sujeto no le interesa controlar la cosa: solo le interesa compensar las perturbaciones que siente que esa cosa representa para sus metas y por lo tanto, lo hace capaz de adaptarse a circunstancias cambiantes.
Por eso Maturana habla de la «objetividad» entre comillas. Y de cómo la objetividad se convierte en un instrumento de poder, por ejemplo en la ciencia.
En palabras de Maturana, el resultado de asumir esta postura es la aceptación legítima del otro. Ya que el lugar que ocupa el otro en el mundo es distinto al mío, y su «objetividad» será distinta, no puedo sino escucharle con respeto.

### Constructivismo matemático
Existe también vinculada al constructivismo una rama en matemáticas, fruto de la reflexión sobre su naturaleza (como el neerlandés L. E. J. Brouwer), o sobre la asimilabilidad del lenguaje matemático (Michael Dummett, en el ámbito de la filosofía analítica británica).

### Epistemología genética
Aunque la expresión fue acuñada por James Mark Baldwin, se popularizó a posteriori gracias a la acepción y elaboraciones de Jean Piaget, quien en 1967 presenta las epistemologías constructivistas en su célebre artículo «Lógica y conocimiento científico» de la Encyclopedia Pléiades.
Se registran diferencias entre el enfoque de Baldwin y el de Piaget e incluso divergencias en diversos conceptos.
Mientras Baldwin propone la influencia crucial de los factores epigenéticos tanto socio como medioambientales muy por encima de lo atribuido a la selección natural por los neo-lamarckianos, Piaget distingue sobre todo la génesis, es decir, la generación.
De este modo, aunque habría quienes proponen como traducción más apropiada del concepto piagetiano el de epistemología genésica, el consenso histórico, editorial y académico, lo encumbra como Epistemología Genética.
En 1956, Piaget crea el International pour l'Épistémologie Génétique (Centro Internacional de Epistemología Genética) adscrito a la Universidad de Ginebra en el que reúne a especialistas en diversas disciplinas científicas.
Piaget participará en lo sucesivo en la redacción de los Études d'épistémologie génétique (Estudios de epistemología genética), editados por los especialistas de dicho Centro, que dirige hasta 1980.

## Conceptos e ideas principales
Para el pensamiento constructivista, la realidad es una construcción hasta cierto punto «inventada» por quién la observa. Una de las críticas más comunes al constructivismo radical es su proximidad aparente con el solipsismo.
El constructivismo afirma que nunca se podrá llegar a conocer la realidad como lo que es, ya que al enfrentarse al objeto de conocimiento, no se hace sino ordenar los datos que el objeto ofrece en el marco teórico del que se dispone. Así, por ejemplo, para el constructivismo la ciencia no ofrece una descripción exacta de cómo son las cosas, sino solamente una aproximación a la verdad, que sirve mientras no se disponga de una explicación intersubjetivamente más válida. Para el constructivismo una descripción exacta de cómo son las cosas no existe, porque la realidad no tiene existencia independiente al sujeto-observador.[cita requerida] Tomando un ejemplo de Ernst von Glasersfeld, el camino escogido por la ciencia al tratar de la realidad es como el de una llave que se ajusta a la cerradura, aunque se ignora cómo está hecha la cerradura. Por el momento, la llave de que se dispone sirve al propósito de quien la utiliza, a pesar de que ignore el fondo del asunto.
El enfoque constructivista se opone a la teoría cognitivista del procesamiento de información; dado que considera que la realidad no es ni única, ni objetiva ni independiente a quien la busca describir y explicar. El sujeto construye activamente herramientas y símbolos propios para manipular de manera concreta (física) y abstracta (semántica) el mundo externo y su concepción de sí-mismo. Enfatiza que los símbolos manipulados son construcciones semióticas, es decir, patrones de la conducta de la comunicación incluyendo los signos y sus sistemas de significancia, y los medios por los cuales los seres humanos se comunican. A su vez, estos símbolos son socio-históricamente producidos, dado que el sujeto empieza a construir significado ya inmerso en los sistemas sociales y culturales en los que nació.

## Citas
- «Verum ipsum factum» (‘lo verdadero [es] lo mismo [que] lo hecho’), de Giambattista Vico
- «Verum et factum convertuntur» (lo verdadero y lo hecho se convierten [recíprocamente]), de Giambattista Vico
- «Al escuchar un juicio sabemos más acerca de la persona que lo hace que acerca de la cosa en sí misma», de Nietzsche).

## Constructivistas notables
- Gaston Bachelard
- Gregory Bateson
- Niklas Luhmann
- Humberto Maturana
- Edgar Morin
- Jean Piaget
- Heinz von Förster
- Ernst von Glasersfeld
- Lev Vygotski
- Paul Watzlawick
- Rolando García
- Alexander Wendt